# Réserve naturelle régionale du marais de Stors
La réserve naturelle régionale du marais de Stors (RNR204) est une réserve naturelle régionale située dans le département du Val-d'Oise, en Île-de-France. Classée en 2009, elle occupe une surface de 47 hectares.

## Localisation

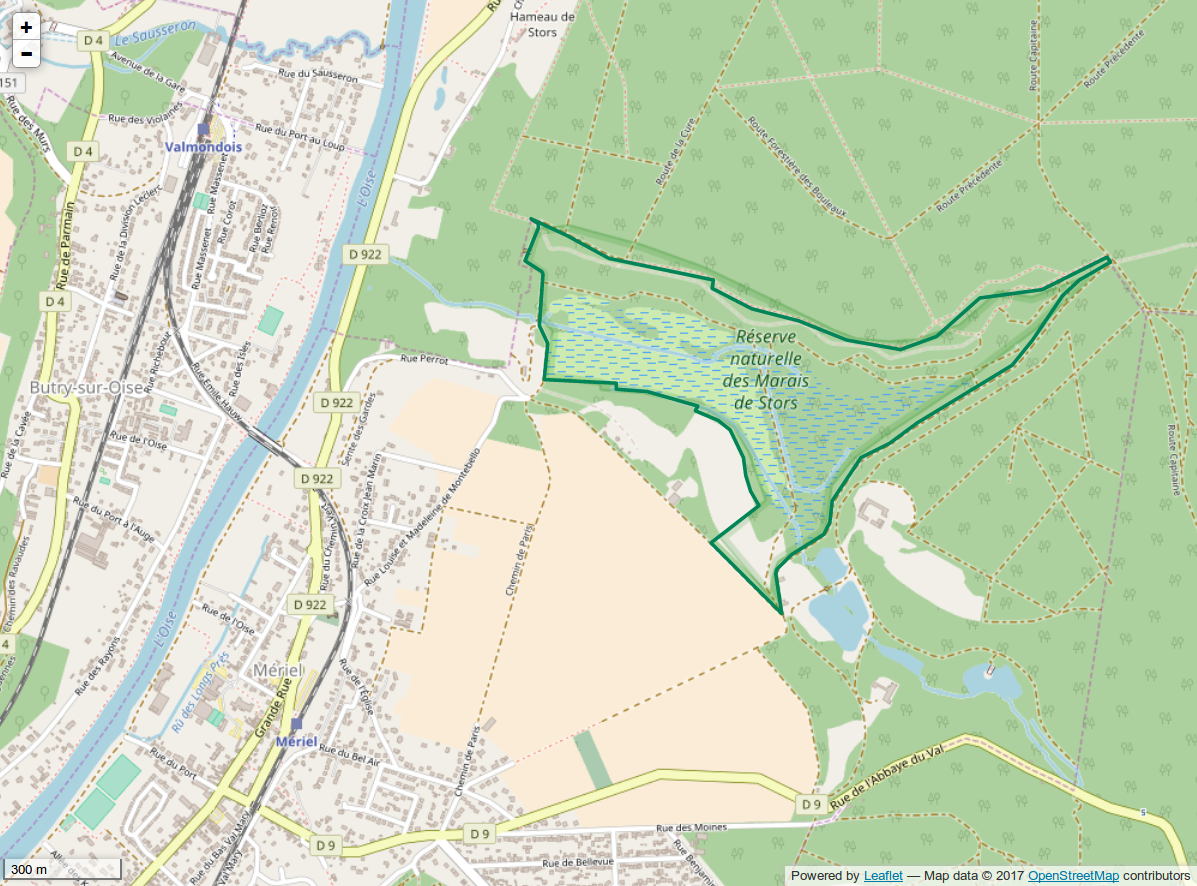
Périmètre de la réserve naturelle.

Le territoire de la réserve naturelle est dans le département du Val-d'Oise, sur la commune de Mériel et au sein de la Vallée de Chauvry.

## Administration, plan de gestion, règlement
La réserve naturelle est gérée par l'Agence des espaces verts de la région d'Île-de-France.

### Outils et statut juridique
La réserve naturelle a été créée par une délibération du 9 juillet 2009. Une délibération du 21 novembre 2012 a précisé la liste des parcelles concernées.